# Directive sur l'accessibilité
L'Acte législatif européen sur l’accessibilité (EAA) est une directive de l'Union européenne (UE) qui est entrée en vigueur en avril 2019.
Cette directive vise à améliorer les échanges entre les membres de l’UE pour les produits et services accessibles, en supprimant les règles spécifiques à chaque pays. Les entreprises bénéficient d’un ensemble de règles communes au sein de l’UE, ce qui devrait faciliter les échanges transfrontaliers. Cela devrait également permettre un plus grand marché pour les entreprises fournissant des produits et services accessibles. Les personnes porteuses d'un handicap et les personnes âgées bénéficieront de produits et de services plus accessibles sur le marché. L’augmentation de la taille du marché devrait produire des prix plus compétitifs. Il devrait y avoir moins de barrières au sein de l’UE et davantage d’opportunités d’emploi également.
Initialement proposée en 2011, cette loi a été élaborée pour compléter la Directive sur l'accessibilité du Web (en) qui cible le secteur public et est devenue loi en 2016. Elle reflète également les obligations de la Convention des Nations Unies relative aux droits des personnes handicapées.
Les lois, règlements et dispositions administratives nécessaires pour se conformer à la présente directive doivent être adoptés et publiés par les États membres au plus tard le 28 juin 2022. Trois ans plus tard, en 2025, les exigences de l’acte législatif européen sur l’accessibilité devront avoir été mises en œuvre.
La politique européenne visant à appliquer les principes de la conception universelle aux technologies numériques a conduit à la création des normes européennes harmonisées d'accessibilité EN 301 549 qui définissent les exigences pour que les technologies de l'information et de la communication soient accessibles aux personnes handicapées.